# Ganz in Weiß
Ganz in Weiß är en sång skriven av Rolf Arland (musik) och Kurt Hertha (text) och inspelad 1966 av Roy Black.
En inspelning av Östen Warnerbring från 1966 under namnet En sommardröm låg under perioden 6 augusti 1966 – 4 februari 1967 på Svensktoppen och toppade listan.

## Listplaceringar
| Lista (1966)       | Topplacering |
| ------------------ | ------------ |
| Belgien (Flandern) | 10           |
| Västtyskland       | 1            |
| Österrike          | 1            |

### Fotnoter
1. ↑  ”60-talet diskografi”. I minnet av Östen Warnerbring. Arkiverad från originalet den 17 oktober 2013. https://web.archive.org/web/20131017114022/http://www.warnerbring.com/category/diskografi/60-talet-diskografi/. Läst 19 september 2014.
2. ↑  ”Svensktoppen”. Sveriges Radio. 26 februari 1966. http://sverigesradio.se/Diverse/AppData/Isidor/files/2023/3464.txt. Läst 19 september 2014.
3. ↑  ”Svensktoppen”. Sveriges Radio. 26 februari 1967. http://sverigesradio.se/Diverse/AppData/Isidor/files/2023/3466.txt. Läst 19 september 2014.
4. ↑  ”Ganz in Weiß”. Ultratop. 26 februari 1966. http://www.ultratop.be/nl/song/3540/Roy-Black-Ganz-in-Weiss. Läst 19 september 2014.
5. ↑  ”Ganz in Weiß”. Austriancharts. 26 februari 1966. http://austriancharts.at/showitem.asp?interpret=Roy+Black&titel=Ganz+in+Weiss&cat=s. Läst 19 september 2014.